# 17 مرة أخرى (فلم)
17 مرة أخرى (بالإنجليزية: 17 Again) فيلم كوميدي من إنتاج نيو لاين سينما عام 2009 ببطولة زاك إيفرون وليزلي مان وماثيو بيري وتوماس لينون وميشيل تراشتينبرغ وسترلنغ نايت وأخرجه بور ستيرز. صدر الفيلم في الولايات المتحدة في 17 أبريل 2009 ومن المقرر أن تصدر نسخ ديفيدي وبلوراي في 11 أغسطس 2009.

## القصة
في عام 1989، كان مايكل أودونيل نجمًا رياضًا ينتظر منحة دراسية كاملة للدراسة الجامعية. كان على وشك الحصول عليها قبل أن تخبره صديقته قبل المباراة أنها حامل، فقرر ترك كل شيء (بما في ذلك كرة السلة وفرصة الحصول على منحة دراسية) وتقدم لخطبتها.
بعد عشرين سنة وصلت حياة مايكل إلى نهاية مسدودة، عندما انفصلت زوجته سكارلت عنه وأجبرته على أن ينتقل إلى منزل صديقه الغني ند غولد. لم تتحسن مرتبة مايكل الوظيفية منذ مدة وابنيه أليكس وماغي لا يريدان أي علاقة معه. ذهب مايكل إلى مدرسة هايدن الثانوية ليستذكر حياته التي تركها فقابل حارس المدرسة هناك. في طريقة عودته إلى المنزل، رجع مايكل فجأة إلى سنه عندما كان يبلغ من العمر 17 عامًا.
طلب من ند أن يدعي أنه والده وأن يسجله في مدرسة ثانوية لأنه اعتقد أن الرجوع إلى المدرسة سيعطيه فرصة ليبدأ حياته من جديد «بشكل صحيح». في المدرسة الثانوية، اكتشف أن ابنته تواعد كابتن فريق كرة السلة ستان الذي يؤذي ابنه أليكس، فعزم (وكان يحمل الاسم «مارك») على مساعدة ابنيه فشكل صداقة مع أليكس وساعده في الدخول إلى فريق كرة السلة والوصول إلى الفتاة التي أرادها. اكتشف مارك لاحقًا أن ستان انفصل عن ماغي بعد أن رفضت الممارسة معه. ساعد سكارلت لاحقًا في تزيين حديقتها ليحظى بتقدير منها.
حاول ند التودد إلى مديرة المدرسة الثانوية جين ماسترسون، وعلى الرغم من أنه فشل في المحاولات الأولى، إلا أنه استطاع لاحقًا جذبها. عندما عادا إلى المنزل، وجدا هناك حفلًا فوضويًا خارجًا عن السيطرة أقامه «مارك» احتفالًا بتحقيق أليكس أهداف المباراة. عندما أتت سكارلت باحثة عن أليكس، اقترب منها مارك ليقبلها، لكنها ابتعدت عنه وصفعته. استنكرت ماغي وصديقاتها هذا التصرف.
في الصباح التالي، ذكّر ند مايك بأن موعد جلسة المحكمة للطلاق ستكون اليوم. وصل مارك بعد بدء الجلسة واستطاع الحصول على اذن بقراءة «رسالة» من مايكل أودونيل إلى سكارلت تذكر لقاءهما الأول. بعد أن انتهى من قراءة الرسالة ألقاها ثم التقطتها سكارلت لاحقًا لتجدها مجرد ورقة تحوي وصف قاعة المحكمة، اكتشفت أن مارك لم يكن يقرأ الأحداث من الرسالة بل كان يسترجعها من ذاكرته. لاحقًا في مباراة البطولة، كانت سكارلت بين الحضور من أجل ولدها أليكس فأشار إليها مارك بإشارة تفهمها منه، فعرفت أنها في نفس الحالة التي كانت فيها قبل عشرين سنة فغادرت الملعب فأعطى مارك الكرة لأليكس ولحقها. في هذه اللحظة، رجع مايكل إلى سنّه الحقيقي، وعاد مع سكارلت.
في النهاية، تحسن حال مايكل مع عائلته وأصبح مدرب فريق كرة السلة في المدرسة. أصبح ند سعيدًا أيضًا بسبب علاقته مع المديرة ماسترسون.

## وصلات خارجية
- مقالات تستعمل روابط فنية بلا صلة مع ويكي بيانات
- الموقع الرسمي